# Club Atlético Porteño
El Club Atlético Porteño es un club deportivo, fundado en 1895 en la ciudad de Buenos Aires, con sede en San Vicente, desde 1971. Hoy en día se destaca en rugby sobre césped. También tuvo equipo de fútbol entre 1895 y 1931. Participa en el torneo de la URBA.

## Historia

### Sus comienzos
En 1895 Cavanagh, Geogeham, Kenny, O’Farrel, eran solo un grupo muchachos que quisieron formar un club de fútbol. Pero debían conseguir el dinero.
El 28 de julio de 1895, luego de una reunión hípica desarrollada en el Hipódromo Argentino, aquellos jóvenes descendientes de irlandeses, decidieron fundar el Club Atlético Capital, cuyo primer presidente fue Tomás Hagan.
Entusiastas, reunieron unos pesos y el 6 de octubre de 1895 los jugaron a las patas de Porteño, un caballo que corría en el Argentino. El caballo ganó y fue un batacazo: pagó $ 92,82. Lo cobrado en la ventanilla alcanzó para comprar la pelota, las casacas, medias y botines. En reconocimiento al corcel que les permitió materializar sus ilusiones de formar un club, decidieron cambiarle el nombre al recién fundado Atlético Capital por Porteño Athletic Club, que luego pasó a llamarse Club Atlético Porteño.

### Los años del fútbol (1899-1931)
Actuó en Primera División desde 1907 hasta 1928, año en el que descendió a Primera B. Cabe destacar que el club logró el campeonato en dos ocasiones, en 1912 y 1914 respectivamente. En 1931 se desafilió, pero permaneció activo en otros deportes, tales como el rugby, el que actualmente practica en la Unión de Rugby de Buenos Aires, en sus instalaciones en la localidad de San Vicente, provincia de Buenos Aires.
En su época futbolística su estadio tuvo la primera tribuna de cemento de la ciudad de Buenos Aires. Se erigía en la Avenida Valentín Alsina en el barrio de Palermo.

### Otros rumbos
En 1931 el fútbol se hizo profesional en Argentina pero Porteño prefirió continuar en el amateurismo y el rugby le significó una posibilidad. Por consiguiente, el club, que ya contaba con 140 socios, se afilió en 1932 a la entonces Unión de Rugby del Río de la Plata, siendo la institución número 45 en hacerlo. En aquella temporada participó con un equipo en la sección "A" de la Tercera División donde ocupó la sexta posición con 16 puntos al finalizar el torneo.
Su estadio se encontraba ubicado en los bosques de Palermo. Fue el primero en el país en tener una tribuna de cemento (en realidad, de mampostería con hierros revocada).
En la última fecha de su primer campeonato enfrentó al Club San Fernando -también debutante- con el que perdió por 13 a 11. En aquella oportunidad el equipo formó con: C. Corradini, Obarrio, Seminario, Sánchez y Hermida; Depouilly y Theule; Dupin, Amato y Nicola; Corradini y Bonaventura; Steigmuller, Villalonga y Steigmuller.
En 1935 asciende a la Segunda División. En 1939 obtiene el campeonato de primera división de la Federación Católica Argentina de Rugby. Aquel equipo fue capitaneado por J. Gorin y jugaba Jack Bony de Cabaret y Roque Pérez.
En 1944 llega la notificación de la municipalidad para desalojar el predio que ocupaba en Palermo. Finalmente en 1945 las topadoras arrasan con el esfuerzo de varias décadas del club.

### El ascenso
1951: Tras la fusión con el desaparecido Lomas Rugby Club, Porteño logra conformar un equipo competitivo que capitalizaba los valores humanos de ambos grupos y el predio que facilitan los de Lomas.
Desarrolla un gran torneo y se adjudica el campeonato de Segunda relegando a equipos como Muni, Atalaya o San Fernando. Asciende a Primera, pero permanece allí sólo una temporada.
En 1952 finalizando el campeonato de Primera, en la última fecha y cuando ocupaba el último puesto, debía jugar con Estudiantes de Paraná. Como el conjunto de Entre Ríos no se presentó, Porteño ganaría los puntos y se salvaría del descenso. Pero en aquella época la gentileza reinaba en el juego y ambos equipos deciden jugar el partido pendiente en otra fecha. Porteño perdió ese partido y se consumó el descenso.

### Mudanza definitiva
Luego de estar haciendo su localía por varias canchas de equipos que solidarizaron con el club, pudo adquirir en 1971 los terrenos ubicados en Magallanes y Pardo de la ciudad de San Vicente, donde está actualmente.
En 1971 el club organiza su primer equipo de hockey femenino, llegando a tener dos divisiones en Asociación Amateur Argentina de Hockey sobre Césped. En el año 2001, se reanudó la actividad y con el esfuerzo de las jugadoras del plantel superior se lograron completar las divisiones inferiores, y así participar del Torneo Asociación de la Cuenca del Salado, a pesar de que los resultados en la tabla de posiciones fueron negativos, el plantel logra cumplir con su objetivo, participar.
Durante el año 2003 llegaron nuevas jugadoras y Porteño sumó la décima división.

## El uniforme
Si bien los colores del equipo de fútbol eran azul y blanco a rayas verticales, se dice[¿quién?] que la camiseta de rugby tomó sus actuales colores en la década del '30, cuando un grupo de jugadores de la entonces Sportive Française se acercaron al club para sumarse a sus filas.
La gente de Porteño, en reconocimiento a ese gesto, diseñó la camiseta con los colores celeste, de la bandera argentina, y azul por la bandera de Francia.

## Cancha
Su primer cancha la tuvo cerca del Cementerio de la Chacarita desde 1895.
A finales del siglo, tuvo un nuevo campo de juego entre avenida La Plata y Convención, hoy José Bonifacio, en el actual barrio de Boedo. Actualmente hay una YPF. 
En 1901 tuvo su tercer campo de juego ubicado en el barrio de Palermo, ubicado entre Fray Justo Santa María de Oro y Avenida del Libertador, contigua a la cancha de Estudiantes. Allí obtuvo su primer conquista, la Copa Bullrich. Allí estuvo hasta 1909 y , actualmente, se encuentra El Rosedal.
En 1915 consiguió su último campo de fútbol también en Palermo, entre la avenida Valentín Alsina y Los Paraísos, cerca del Parque Tres de Febrero. Allí consiguió la Copa de Competencia «Jockey Club» en 1918. Tras su desafiliación, mantuvo su campo hasta 1945.

## Datos del club
- Temporadas en Primera División: 22 (1907-1928)

- Mejor puesto en la liga: 1.º (1912 y 1914).
- Peor puesto en la liga: Último (1919, 1921, 1923, 1926, 1927 y 1928).

- Temporadas en 2.ª división: 10
  - En Segunda División: 8 (1899-1906)
  - En Primera División B: 2 (1929-1930)

## Palmarés

### Torneos nacionales oficiales

#### Era amateur
- Primera División Argentina (2): 1912 y 1914

Subcampeonatos: 1910 y 1911
- Copa de Competencia Jockey Club (2): 1915 y 1918
- Copa de Honor Municipalidad de Buenos Aires:

Subcampeonatos: 1908 y 1911
- Cup Tie Competition:

Subcampeonatos: 1915 y 1918